# Hodotermitidae
Hodotermitidae é uma antiga família de térmitas da região do Velho Mundo.

## Géneros
A família Hodotermitidae inclui os seguintes géneros extantes:
- Anacanthotermes
- Hodotermes
- Microhodotermes